# La Charrette de foin
La Charrette de foin (The Hay Wain, en anglais) est un tableau achevé par John Constable en 1821. Cette peinture à l'huile sur toile de 130 × 185 cm est conservée à la National Gallery à Londres.

## Description
Le tableau montre une charrette de foin dans la campagne anglaise franchissant un cours d’eau dans les environs immédiats du moulin de Flatford, appartenant au père de l’artiste dans le Suffolk. Au premier plan, deux figures menant une vieille charrette de foin vide et délabrée tirée par deux chevaux traversent la rivière. Elle semble prise dans une zone d’eau stagnante. On remarque le rendu du climat et de l’atmosphère. Le ciel imposant avec ses nuages, en particulier, saute aux yeux, bien que la figure humaine ne manque pas de caractère même si elle le place au second plan. La présence d’un chien montre l’intérêt de Constable pour les détails. À l’arrière-plan, on distingue de vastes champs de foin. Une lumière chaude baigne toute la composition.
Comme la Stour constitue la frontière entre deux comtés, le tableau représente le cottage de Lott Willy dans le Suffolk sur la rive gauche et le paysage de l’Essex sur la rive droite. La maison à gauche appartenait à un voisin, un fermier du nom de Willy Lott, connu pour être né dans cette maison et ne jamais l’avoir quittée plus de quatre jours durant sa vie. Le cottage de Lott Willy a survécu pratiquement intact jusqu’à aujourd’hui, mais aucun des arbres visibles dans le tableau ne subsistent. Le niveau de l’eau est également plus élevé, car cette région de l’Est-Anglie s’est affaissée de 30 cm dans la mer depuis l’époque de Constable.
Parmi les repentirs successifs figure un chien, qui a remplacé successivement un cavalier puis un tonneau.

## Style

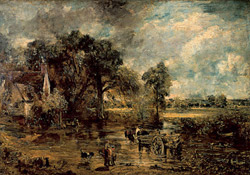
Esquisse de Constable pour la Charrette de foin ; huile sur toile,, 1820.

Constable présente dans ses paysages la vie champêtre comme il la voyait, avec simplicité, sans l’idéaliser. Il transmet l’image d’un univers naturel, dans lequel l’homme, les animaux et le paysage vivent ensemble en harmonie. Comme dans toutes les œuvres de Constable, on remarque l’étude du ciel et de la lumière. Les conditions atmosphériques montrent un ciel typiquement anglais, couvert de nuages, qui passe tout de suite de la pluie au soleil.
Un jour, John Constable écrit à un ami dans une lettre :

« Le paysagiste qui ne consacre pas une partie importante de sa composition au ciel, nie en vain l’un de ses plus grands soutiens… Le ciel est la source de la lumière dans la nature et gouverne toute chose. »

Pour faciliter la réalisation de son tableau, Constable a peint en extérieur quelques études à l’huile de chacun des éléments qui composent son tableau, en percevant la lumière dans son état naturel et sans le caractère artificiel qui résulte de la peinture exécutée à l’atelier. Plusieurs de ces esquisses révèlent un coup de pinceau spontané, qui pourrait être classé comme impressionniste. Cependant, la version finale du tableau de Constable a perdu la liberté du coup de pinceau de ses esquisses, puisqu’elle se devait se conformer aux fondements promulgués par l’Académie des Beaux-Arts.

## Réception
Aujourd’hui révérée comme l’un des plus grands tableaux britanniques, la Charrette de foin ne put trouver d’acheteur lors de son exposition à la Royal Academy en 1821, sous le titre Landscape : Noon. L’accueil fut bien meilleur lors de son exposition avec d’autres œuvres de Constable au Salon de Paris de 1824 où elle fit sensation. Elle fut saluée par Théodore Géricault et il fut suggéré à l’époque que cette présence de peintures de Constable était en hommage à celui-ci, mort au début de cette année-là. Charles X lui décerna la médaille d’or du salon ; un moulage en est intégré dans le cadre. Les œuvres de Constable de ce salon ont inspiré une nouvelle génération de peintres français, dont Eugène Delacroix. Celui-ci a écrit dans son journal au sujet du coloris de Constable : « Ce qu’il dit ici sur le vert de ses prés peut s’appliquer à chacun de ses tons ». Après avoir vu, dans la galerie Arrowsmith, les Constable dont il a dit qu’ils lui avaient beaucoup profité, il a décidé de changer le ton de sa Scène des massacres de Scio de 1824.
Vendu à l’exposition avec trois autres Constable au marchand John Arrowsmith, il fut ramené en Angleterre par le marchand DT White, qui le vendit à un certain M. Young qui résidait à Ryde, dans l’ile de Wight. C’est là qu’il a attiré l’attention du collectionneur Henry Vaughan et de CR Leslie RA. À la mort de son ami, M. Young, Vaughan acheta le tableau de la succession et, en 1886, il l'offrit à la National Gallery à Londres, où il se trouve toujours aujourd’hui. Le croquis préalable à échelle réelle au couteau à peindre a été légué par testament par Vaughan au Victoria and Albert Museum,.
Le 28 juin 2013, un homme présenté comme proche de l'association britannique de défense des pères séparés Fathers 4 Justice a vandalisé la toile en y collant une photo de son fils. L’œuvre put être restaurée et remise en place rapidement. 